# Harcművészetek listája
Ez a lista a harcművészetekről szól. Az egyes rendszerek régiónként és stílusonként vannak rendezve.

## Afrikai harcművészetek
Dél-Afrika
- Nguni botvívás
- Rough and Tumble
- Obnu Bilate
- Fanchento

Egyiptom
- Tahtib – Egyiptomi botvívás

Eritrea
- Testa

Nigéria
- Dambe

Szenegál
- Laamb Birkózás

Szudán
- Nuba harc

Togó
- Evala birkózás

## Amerikai harcművészetek
Amerikai Egyesült Államok
- American Kenpo
- American Kickboxing
- Bok Fu Do
- Catch Wrestling
- Chun Kuk Do
- Collegiate Wrestling
- Danzan-ryū
- Jailhouse Rock
- Jeet Kune Do
- Kajukenbo
- Kapu Kuialua
- Limalama
- Lua
- Marine Corps LINE Combat System
- Marine Corps Martial Arts Program
- Model Mugging
- Modern Army Combatives
- Red Warrior
- Sli Beatha
- Small Circle Jujutsu
- To-Shin Do

Bolívia
- Tinku

Brazília
- Brazil Jiu-Jitsu/Gracie Jiu-Jitsu
- Capoeira
- Luta Livre
- Maculele
- Vale Tudo

Kanada
- Defendo
- Wen-Do
- Okichitaw

Kolumbia
- Mano Negra (Manegra)

Mexikó
- Lucha Libre

Peru
- Rumi Maki
- Vacon

Venezuela
- El Juego del Garrote

## Ázsiai harcművészetek
Burma
- Bando
- Banshay
- Lethwei
- Naban

Fülöp-szigetek
- Arnis
- Buno
- Cinco Teros
- Dumog
- Eskrima (Kali)
- Espada y Daga
- Kali Sikaran
- Kombatan
- Modern Arnis
- Pananjakman
- Pangamut
- Tat Kun Tao (踢拳道)
- Sikaran
- Yawyan

India
- Adithada (അടി തട)
- Bothati (बोथटि)
- Gatka (ਗਤਕਾ)
- Inbuan Wrestling
- Kalarippayattu
- Kuttu Varisai (குத்துவரிசை)
- Lathi (लाठी)
- Malla-yuddha (मल्लयुद्)
- Malyutham (மல்யுத்தம்)
- Mukna (মুকনা)
- Niyuddha-kride (नियुद्ध क्रिडे)
- Pehlwani (पहलवानी)
- Sarit Sarak (সরিত সরকার)
- Silambam (சிலம்பம்)
- Thang-Ta
- Varma Kalai (வர்மக்கலை)
- Vajra Mushti (वज्र मुश्टि)

Indonézia
- Bakti Negara
- Kuntao
- Pencak Silat
- Silat
- Sindo

Japán
- Aikido (合気道)
- Battodzsucu (抜刀術)
- Bódzsucu (棒術)
- Budzsinkan (武神館)
- Daitó-rjú Aiki-dzsúdzsucu (大東流合気柔術/大東流合氣柔術）
- Dakentaidzsucu
- Genbukan
- Gosin Dzsudzsicu (護身柔術)
- Hakkó-rjú (八光流)
- Iaido(居合道、居合術 Iaidzsucu)
  - Chung Suk Kuhapdo
- Japán kick-box
- Dzsinenkan
- Dzsodo (杖道)
- Dzsudo (柔道)
- Dzsudzsucu (柔術)
  - Tendzsin Sin'jó-rjú (天神真楊流?)
- Dzsúkendó (銃剣道?)
- Dzsuttedzsucu (十手術?)
- Japán karatestílusok (空手)
  - Asihara kaikan (芦原会館)
  - Budókan (武道館)
  - Butokukan karate
  - Genszej-rjú (玄制流)
    - Genvakai (玄和会)

  - Ensin kaikan (円心会館)
  - Szejdo dzsuku (誠道塾)
  - Sótókan-rjú (松濤館流)
    - Sótókai (松濤會)
    - Joszejkan-rjú (養正館流)

  - Sindó dzsinen-rjú (神道自然流)
  - Sidokan (士道館)
  - Sitó-rjú (糸東流)
    - Súkókai (修交会)
    - Szejsinkai (聖心会)
    - Hajasi-ha karate

  - Súdókan (修道館)
  - Suri-rjú (首里流)
  - Wado-rjú (和道流)
  - Jósúkai (養秀会)
- Kokondo
- Kick-box
- Kendó (剣道)
- Kendzsucu (剣術)
- Kenpo (拳法)
- Kenpo kai (拳法會)
- Kjúdó (弓道)
- Naginatadzsucu, Naginata-do (薙刀道)
- Nakamura-rjú
- Nanbudó
- Nindzsucu (忍術) or Ninpo (忍法)
- Nippon Kempo (拳法)
- Puroreszu
- Sindo Josin-rjú
- Sidokan
- Sinkendo
- Sintaido (新体道)
- Shoot boksz (シュートボクシング)
- Shoot birkózás
- Sóto (修斗)
- Sorindzsi Kempo (少林寺拳法)
- Surikendzsucu (手裏剣術?)
- Szódzsucu (槍術?)
- Szumó (相撲)
- Taido (躰道)
- Taiho-Dzsicu
- Taidzsucu (体術)
- Tensin Sóden Katori Sintó-rjú (天真正伝香取神道流)
- Tojama-rjú
- Yabusame (流鏑馬)

Kambodzsa
- Bokator
- Kbachkun Dambong-veng
- Kmer tradicionális Birkózás
- Pradal Serey

Kína
- Pakuacsang
- Pacsicsuan
- Liuhopafa
- Északi imádkozó sáska
- Déli imádkozó sáska (南派螳螂拳)
  - Chow Gar (周家)- Chow Stílusú Déli Imádkozó Sáska
- Szansou
- Saolin kungfu
- Suaj csiao
- Tajcsicsuan
- Wing Chun
- Vutangcsüan
- Hszingjicsüan
- Cuj csüan

Korea
- Choi Kwang Do
- Gungdo (궁도/弓道, 궁술/弓術 Gungsul, 국궁/國弓 Guggung)
- Gwon-gyokdo (권격도/拳擊道)
- Haidong Gumdo (해동검도/海東劍道)
- Han Mu Do (한무도/韓武道)
- Hankido (한기도)
- Hankumdo (한검도)
- Hapkido (합기도/合氣道)
- Hoi Jeon Moo Sool (회전무술/回轉武術)
- Hup Kwon Do
- Hwa Rang Do (화랑도/花郎道)
- Kuk Sool Won (국술원/國術院)
- Kumdo (검도/劍道 Gumdo)
- Kunmudo
- Kyuki Do
- Seon-Kwan-Moo (선관무/禪觀武)
- Shim Gum Do (심검도/心劍道)
- Shippalgi (십팔기/十八技)
- Soo Bahk Do (수박도/手搏道)
- Subak (수박/手搏)
- Sul Ki Do
- Ssireum (씨름) – Koreai birkózás
- Taekwondo (태권도/跆拳道)
- Taekyon (택견)
- Tang Soo Do (탕수도/唐手道)
- Toa So Dou
- WonHwaDo (원화도/圓和道)

Laosz
- Muay Lao
- Ling Lom

Malájzia
- Silat Melayu
- Tomoi

Mongólia
- Bökh

Okinawa
- Karate (空手)
  - Csitó-rjú (千唐流)
  - Gohaku-Kai (剛泊会)
  - Gódzsú-rjú (剛柔流)
  - Isshin-rjú (一心流)
  - Kjokusin kaikan (極真会館)
  - Sohej-rjú
  - Sórin-rjú
    - Kobajasi-féle (小林流)
      - Sidókan (小林流志道館)
      - Sórinkan (小林流小林館)

    - Macubajasi-féle (松林流)
    - Sejbukan (少林流聖武館)
    - Sóbajasi-féle (小林流)

  - Sórindzsi-rjú
  - Suri-rjú (一心流)
  - Rjú-te (琉手)
  - Rjúej-rjú (劉衛流)
  - Tóon-rjú (東恩流)
  - Uecsi-rjú (上地流)
- Naha-te (那覇手)
- Okinawa kobudō (古武道)
  - Kensin-rjú
  - Matajosi Kobudo
  - Yamanni rjú (山根流)
- Suri-te (首里手)
- Tegumi (手組)
- Tomari-te (泊手)

Pakisztán
- Pehlwani (پہلوانی)

Srí Lanka
- Angampora
- Cheena di

Thaiföld
- Krabi krabong กระบี่-กระบอง
- Lerdrit
- Muay Boran มวยโบราณ
- Muay Thai  มวยไทย

Tibet
- Boabom

Vietnám
- Viet Vo Dao/ Việt Võ Đạo – Vovinam (越武道)
- Tay Son
- Binh Dinh
- Qwan Ki Do (Quán Khí Đạo)
- Cuong Nhu
- Tu-Thân

## Karib-szigeteki harcművészetek
Haiti, Martinique, Trinidad és Tobago
- Kalinda (also Kalenda or Calinda)

Kuba
- Mani botvívás

Puerto Rico, Dominikai Köztársaság
- Kadzsukenbo

## Európai harcművészetek
Általános
- Amatőr birkózás
- Íjászat
- Catch Birkózás
- Vívás
- Jousting
- Történelmi európai harcművészetek

Egyesült Királyság
- Bare-knuckle boxing – (London Prize Ring rules)
- Barticu
- Boksz – (Marquess of Queensberry rules)
- Cornish birkózás
- Defendu
- Dirk Tánc
- Jieishudan
- Lancashire birkózás
- Scottish Backhold
- Zhuan Shu Kuan

Franciaország
- Baton Français
- Francombat
- Gouren
- Görög-római birkózás
- Kinomichi
- La Canne
- Lutta Corsa
- Parkour
- Savate

Görögország
- Pankration

Grúzia
- Khridoli

Írország
- Bataireacht

Lengyelország
- Combat 56

Magyarország
- Krav Maga
- Ars Ensis
- Baranta
- Bujutsu-kai Kenshin-ryu
- Jeet Man Do
- Thaywondo
- Tang Te Ryu (Tote Kuen Do)
- Kassai Lajos-féle lovasíjászat
- Lovasharc (hun-magyar harcművészet)
- Zen Bu Kan Kempo
- Tote Kuen Do (Tang Te Ryu)

Németország
- Német Dzsu-Dzsucu
- Német vívóiskola
- Kampfringen
- Nindokai

Olaszország
- Olasz kardvívó iskola

Oroszország
- Szambo
- Spetsnaz GRU Pusztakezes Harci Stílus
- Systema
  - Kadocsnikov Systemája
    - ROSS

  - Rjabko Systemája

Portugália
- Jogo do Pau

Spanyolország
- Kanári-szigeteki Birkózás
- Destreza
- Juego del Palo
- Keysi Küzdőmódszer
- Zipota

Svájc
- Schwingen

Szerbia
- Real Aikido
- Svebor

Ukrajna
- Harci Hopak

## Óceániai harcművészetek
Ausztrália
- GKR Karate
- Zen Do Kai

Új-Zéland
- Mau Rakau

## Közel-keleti harcművészetek
Irán
- Koshti
- Pahlavani

Izrael
- Kapap
- Krav maga

Törökország
- Sayokan
- Yagli Gures

Üzbegisztán
- Kurash

## Skandináv harcművészetek
Finnország
- Han Mú Do – (Ezt főként az északi országokban gyakorolják.)

Izland
- Glima

Norvégia
- Sztav

## Lásd még
- A kitalált harcművészetek listája